# 6778 Tosamakoto
A 6778 Tosamakoto (ideiglenes jelöléssel 1989 TX10) a Naprendszer kisbolygóövében található aszteroida. Takahasi Acusi és Vatanabe Kazuró fedezte fel 1989. október 4-én.